# Marco Aurelio Silva Businhani
Marco Aurelio Silva Businhani (8 de febrero de 1972) es un exfutbolista brasileño que se desempeñaba como delantero.
Jugó para clubes como el Shimizu S-Pulse (1995).

## Trayectoria

### Clubes
| Club            | País  | Año  |
| --------------- | ----- | ---- |
| Shimizu S-Pulse | Japón | 1995 |

## Estadística de carrera

### J. League
| Club            | Año   | J. League | J. League | Copa J. League | Copa J. League | Total | Total |
| Club            | Año   | Part.     | Goles     | Part.          | Goles          | Part. | Goles |
| --------------- | ----- | --------- | --------- | -------------- | -------------- | ----- | ----- |
| Shimizu S-Pulse | 1995  | 14        | 9         | -              | -              | 14    | 9     |
| Total           | Total | 14        | 9         | 0              | 0              | 14    | 9     |